# Éparchie Saint-Thomas-Apôtre de Détroit des Chaldéens
Pour les articles homonymes, voir éparchie Saint-Thomas-Apôtre.
L'éparchie Saint-Thomas-Apôtre de Détroit des Chaldéens est une juridiction de l'Église catholique destinée aux fidèles de l'Église catholique chaldéenne, Église orientale en communion avec Rome, résidant dans la moitié Est des États-Unis. 

## Histoire et organisation
Jean-Paul II, le 11 janvier 1982, érige, pour les fidèles de l'Église catholique chaldéenne résidant aux États-Unis, un exarchat apostolique, l'équivalent pour les Églises orientales d'un vicariat apostolique, couvrant le territoire des États-Unis. 
Le 3 août 1985, l'exarchat apostolique est érigé en éparchie, c'est-à-dire en diocèse de plein exercice, sous le vocable de saint Thomas l'apôtre. Le siège de l'éparchie se situe en la cathédrale de la Mère-de-Dieu (en), également connue sous le nom de Notre-Dame des Chaldéens, à Southfield dans le Michigan. 
Seul diocèse de l'Église chaldéenne aux États-Unis jusqu'au 4 mai 2002, l'éparchie Saint-Thomas-Apôtre perd une partie de son territoire lorsqu'est érigée l'éparchie Saint-Pierre-Apôtre de San Diego qui a juridiction sur la moitié occidentale des États-Unis. 

## Territoire

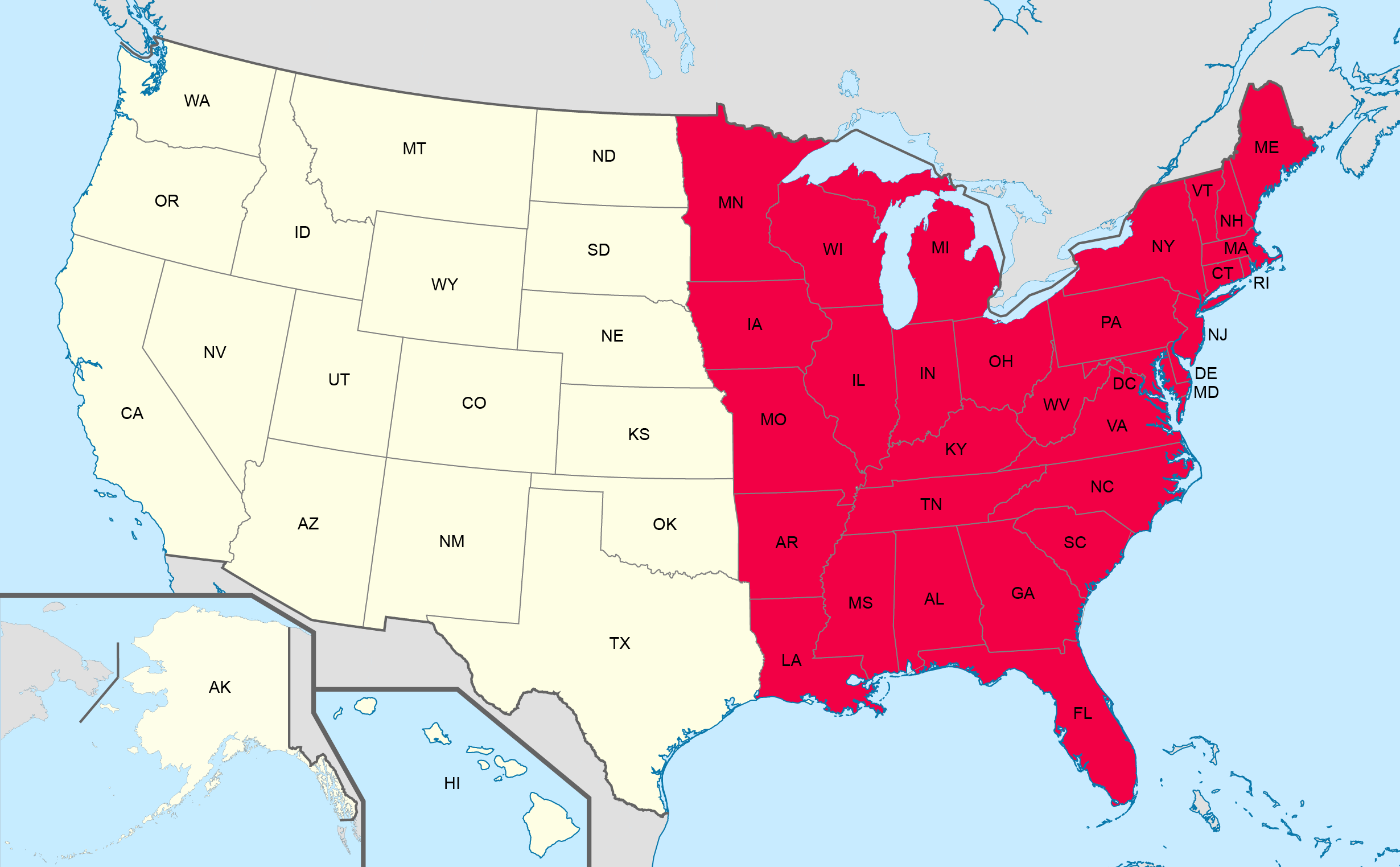
Localisation de l'éparchie.

Le territoire de l'éparchie inclut actuellement l'ensemble des États-Unis à l'exception des 19 états constituant l'éparchie Saint-Pierre-Apôtre de San Diego. Elle couvre donc les 30 états de la moitié est des États-Unis (Alabama, Arkansas, Caroline du Nord, Caroline du Sud, Connecticut, Delaware, Floride, Géorgie, Illinois, Indiana, Iowa, Kentucky, Louisiane, Maine, Maryland, Massachusetts, Michigan, Minnesota, Mississippi, Missouri, New Hampshire, New Jersey, New York, Pennsylvanie, Rhode Island, Tennessee, Vermont, Virginie, Virginie-Occidentale, Wisconsin) auxquels s'ajoutent l'Alaska, le district de Columbia et les autres territoires dépendant des États-Unis

## Liste des ordinaires

### Exarque apostolique
- 11 janvier 1982-3 août 1985 : Ibrahim Ibrahim (Ibrahim Namo Ibrahim), promu éparque de Saint-Thomas-Apôtre.

### Éparques
- 3 août 1985-3 mai 2014 : Ibrahim Ibrahim (Ibrahim Namo Ibrahim), précédemment exarque apostolique pour les États-Unis
- depuis le 3 mai 2014 : Frank Kalabat

## Source
- (en) Fiche de l'éparchie, sur le site de Catholic-Hierarchy